# Cúpula bulbosa

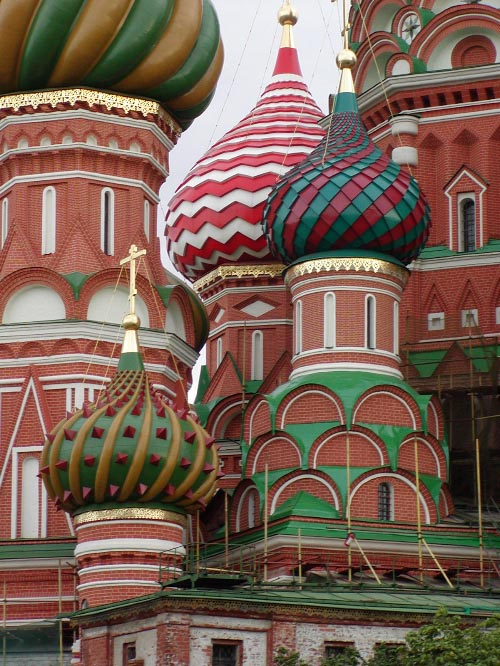
Cúpules de la Catedral de Sant Basili a Moscou, (entre 1555 i 1561).

La cúpula bulbosa és un tipus de cúpula anomenada així per la seva forma de bulb. És molt freqüent en l'arquitectura islàmica i l'arquitectura romana d'Orient estesa a Europa Oriental, especialment en l'arquitectura russa (en rus, луковичная глава, lúkovichnaya glava) i en l'arquitectura alemanya (en alemany, zwiebeltürme —en plural— o zwiebelturm —en singular—).
Les cúpules bulboses tenen un diàmetre menor a la línia d'imposta, a partir de la qual augmenta amb l'altura, arribant a un diàmetre màxim habitualment abans de la meitat de la seva alçada, per disminuir suaument fins al vèrtex. L'altura de les cúpules bulboses és normalment més gran que la seva amplada.
L'extradós pot estar decorat amb dissenys geomètrics o composicions de color mitjançant cobertes de mosaic, teula vitrificada o metàl·lica, i fins i tot daurat.
En les esglésies russes la cúpula sol arrencar d'un tambor construït en metall o fusta, ornamentat amb fulla de ferro, d'or o ceràmica vitrificada.

## Difusió

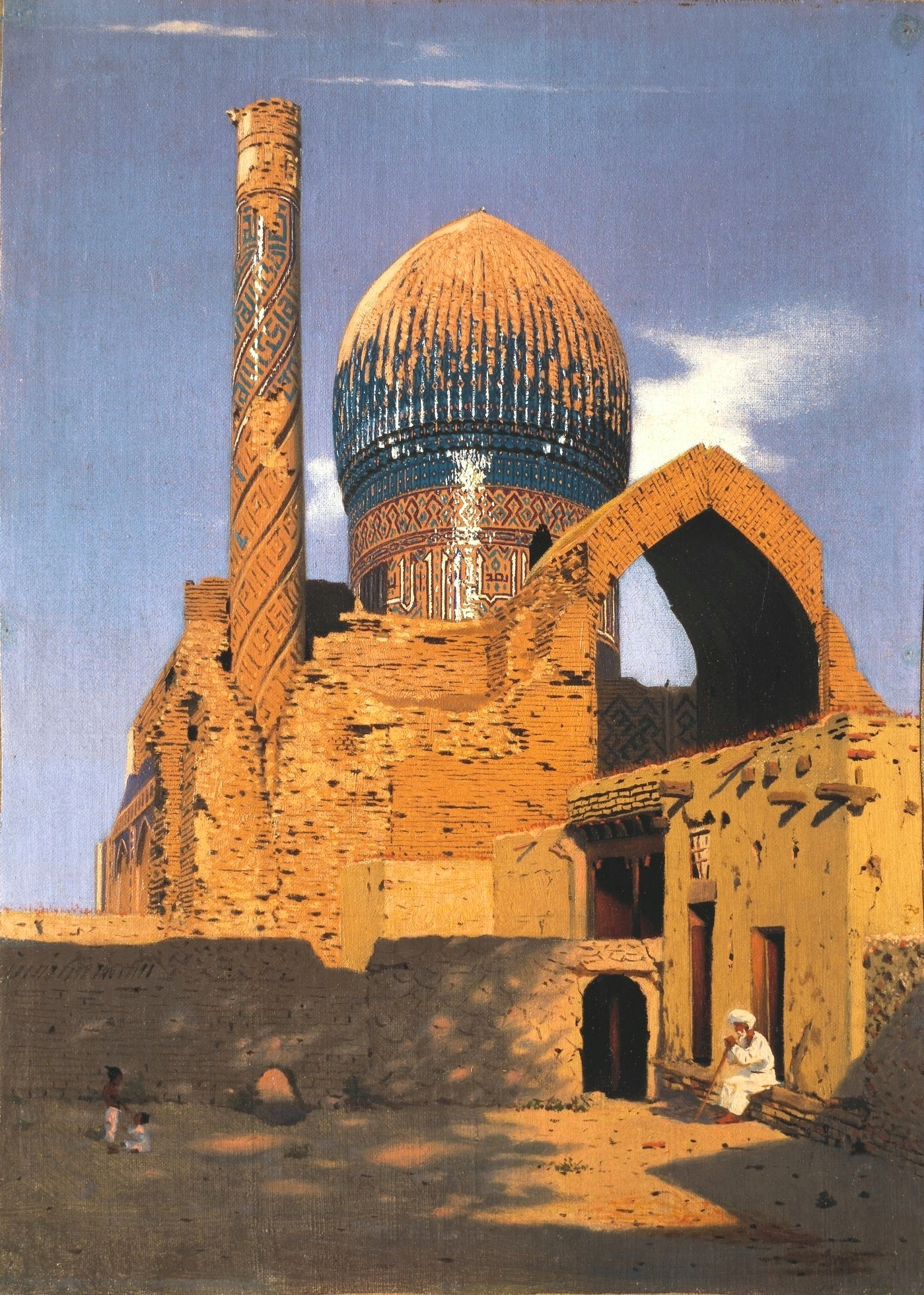
Cúpula del mausoleu de Tamerlà, 1403

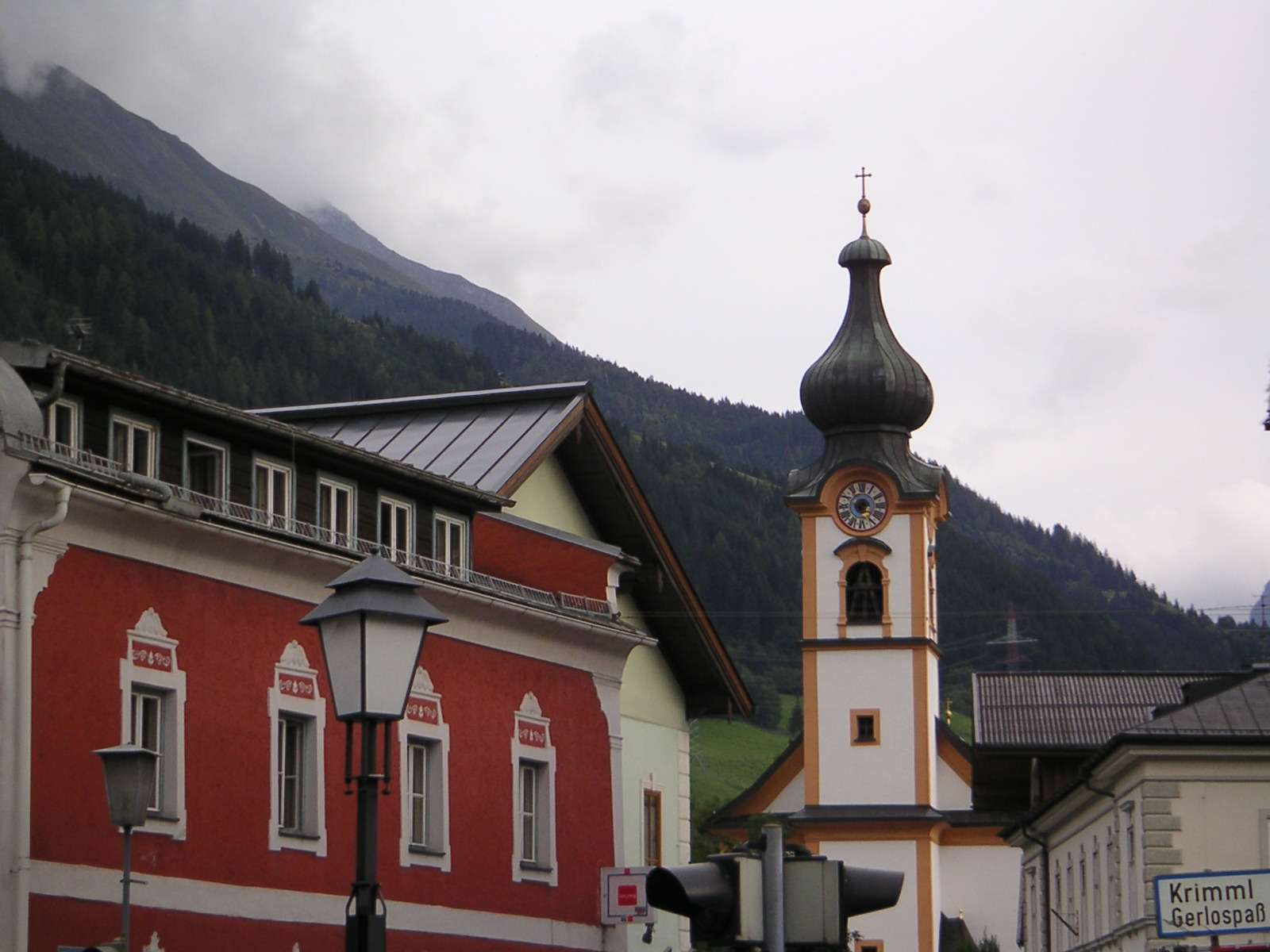
Església de Sant Leonardo a Mittersill, Àustria

Les edificacions musulmanes de l'Àsia central i Pèrsia presenten freqüentment cúpules bulboses des dels últims segles de l'Edat mitjana, estenent posteriorment amb l'arquitectura mogol de l'Índia.
Les esglésies romanes d'Orient i d'Europa oriental no es caracteritzaven per les cúpules bulboses en el període medieval. No obstant això, per a finals del segle xvi, les esglésies russes comptaven habitualment amb cúpules bulboses. A partir del segle xvii es van construir grans cúpules bulboses a la ciutat d'Iaroslavl.
Les cúpules d'estil barroc bulboses (d'altres vegetals o poncelles de flor), cobertes amb xapa de coure, van ser comunes a tot el sud d'Alemanya, Àustria i el nord-est d'Itàlia.

## Simbolisme
L'Església ortodoxa russa no havia assignat cap simbolisme especial a la forma exterior d'una església, però la interpretació espiritual del Príncep Yevgeny Trubetskoy sostenia (cap 1917) que la forma de ceba de les cúpules de l'església russa no es pot explicar racionalment, sinó que simbolitzaria les flames de les espelmes enceses.
El fet que les cúpules es construeixin sovint en grups de tres o cinc, sol interpretar com una al·lusió a la Santíssima Trinitat (en el cas de tres cúpules), o un grup format per Jesucrist i els quatre evangelistes (en el cas de cinc cúpules). Les cúpules singulars representarien a Jesús. Vassili Tatísxev proposa com a millor interpretació la del Patriarca Nicó, a qui li agradava comparar la cúpula central (la més alta) amb si mateix i les quatre cúpules menors amb els altres quatre altres patriarques de l'Església ortodoxa.
Els colors brillants i cridaners poden simbolitzar diferents significats religiosos: el verd, el blau i l'or representarien respectivament a la Santíssima Trinitat, a l'Esperit Sant i a Jesucrist.

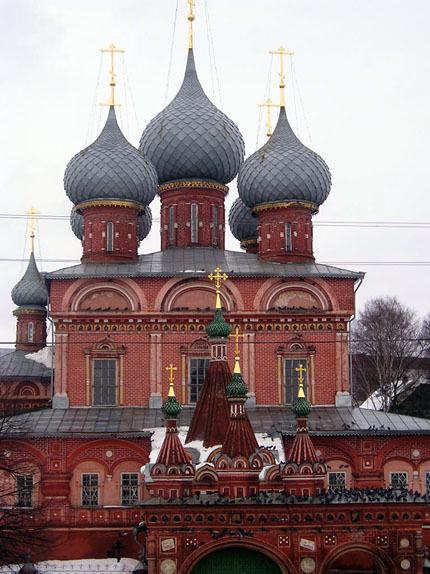
Cúpules de l'Església de la Resurrecció, Kostromà (1652)
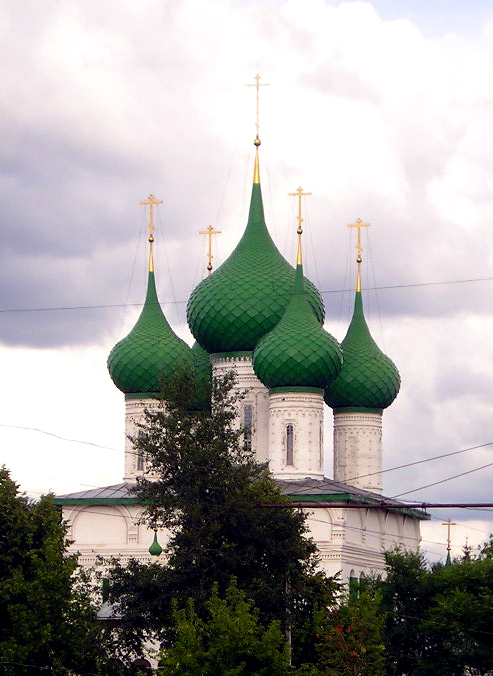
Cúpules verds de l'Església Fyodorovskaya, Iaroslavl (1687)
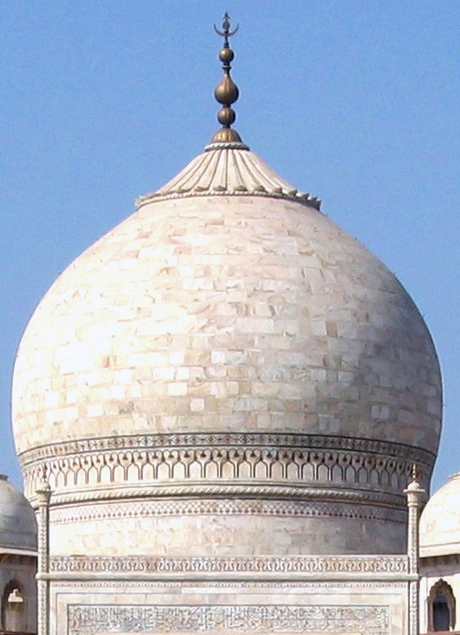
Cúpula del Taj Mahal (1631 – 1654)